# Musique du Togo
 (septembre 2021).
Le contenu est difficilement compréhensible vu les erreurs de traduction, qui sont peut-être dues à l'utilisation d'un logiciel de traduction automatique.

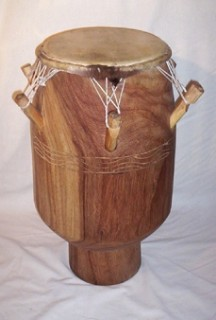
Tambour togolais.

La musique du Togo prend ses racines dans la musique tribale traditionnelle. Elle est liée aux danses traditionnelles des groupes ethniques dans les rites d'initiation et des cérémonies sociales. Des artistes de renommée internationale font partie intégrante de l'histoire de la musique togolaise, notamment Bella Bellow, Julie Akofa Akoussah, Afia Mala,  Itadi Bonney, Wellborn, King Mensah et Jimi Hope .

## Musique nationale
L'hymne national togolais est "Salut à toi, pays de nos aïeux (Terre de nos ancêtres)", écrit par Alex Casimir-Dosseh.

## Musique traditionnelle
Les chants populaires sont ceux des pêcheurs du golfe de Guinée. Ils peuvent être accompagnés de cloches telles que le gankogui et le frikiwa. Les chansons folkloriques en Ewe et Kabiyè sont plus fréquentes que celles chantées en Fon et en Yoruba. La musique togolaise comprend une grande variété de musique de danse à percussion. Partout au Togo, les tambours sont utilisés, pour célébrer tous les grands événements de la vie et pour des festivals comme le festival Expesoso ou Yeke Yeke. Dans le seul district d'Aneho, seuls les tambours utilisés comprennent l'agbadja, lageche, l'aziboloe, le kple, lamedjeame, lakpesse, le grekon, le blekete et ladamdom. Il existe de nombreux rythmes au Togo, chaque région ayant ses propres rythmes particuliers .
Les Dagombas jouent avec des instruments à cordes comme le kologo (xalam) et le gonjey, la flûte et la voix, avec des poly-rythmes applaudis ou joués sur le tambour qui parle, les tambours de courge ou le brekete. La tradition de la musique de gyil xylophone est également courante, plusieurs joueurs produisant des rythmes de cyclisme complexes. D'autres instruments folkloriques incluent l'arc. La musique dans les styles nordiques est principalement réglée sur une échelle pentatonique mineure et le mélisme joue un rôle important dans les styles mélodiques et vocaux, ainsi qu'une longue histoire de traditions griot de louange.

## Musique populaire
L'artiste de renommée internationale King Mensah, ancien interprète du théâtre Ki-Yi M'Bock à Abidjan, a fait une tournée en Europe et au Japon avant d'ouvrir son propre spectacle en Guyane française, puis de déménager à Paris et de former un groupe appelé Favaneva. Peter Solo l'homme de la musique de jeu Vodoo du Togo a eu l'idée d'intégrer ces lignes obsédantes, chantées en l'honneur des Divinités, à un Afro-funk énergique des années 1970 était une extension évidente dans l'esprit de Peter de l'analogie qu'il a trouvée entre cette tradition vaudou et la transe. Inducteurs tels que Blues, Funk, ainsi que les Rhythm'n Blues de James Brown, Otis Redding et Wilson Picket. Peter a entendu ce nouveau son venir à travers lui et l'a appelé Vodoo Game.
Bella Bellow est la musicienne la plus connue du Togo, elle est souvent comparée à Miriam Makeba de l'Afrique du Sud. Sa carrière a commencé après avoir représenté son pays en 1966 au Festival des Arts de Dakar. Elle a commencé une carrière en chantant des ballades axées sur l'amour en 1969, lorsqu'elle a travaillé avec le producteur togolais-français Gérard Akueson et est bientôt apparue à la radio nationale française, puis au prestigieux Olympia Music Hall. Elle a voyagé à travers une grande partie du monde avant de mourir dans un accident de voiture en 1973, juste après avoir enregistré la collaboration à succès avec Manu Dibango "Sango Jesus Christo". Dans le sillage de Bellow est venue une vague de chanteuses dont Mabah, Afia Mala, Fifi Rafiatou et Ita Jourias. D'autres musiciens incluent Jimi Hope. Hope est connu pour ses paroles politiquement incisives et son style rock innovant.
Le hip-hop est en plein essor et 2003 a vu la première cérémonie de remise des prix du hip hop au Togo. Ce mouvement Hip-hop qui est déclanché depuis les Etats-unis a gagné aussi le Togo ainsi des rappeurs émergent dans les coins de Lomé comme ADKP, Adidowood, Cité K. Dans la branche du  Rn'b nous avons Omar B de OB-connexion qui remue la population par ses textes mélancoliques. Le hip-hop togolais regorge aussi des groupes de break dances toujours en compétition dans les vacances de fin d'année pour la valorisation du mouvement. Le Rap  est aussi considéré comme un style de musique du pays à cause de l'intégration du vernaculaire dans le rap et aussi les instruments locals. Ainsi immortal adze apparaît avec son texte Ewe mélangé avec l'anglais pour colorier la musique au sens togolese hip-hop .
Entre les artistes et le public existe un moteur important qui est constitué des DJs et des journalistes animateurs. Nous avons Patrice Lionel fouda l'un des animateurs qui donne un coup de pouce à la musique du Togo. Malgré le peu de soutien et que  l'art étant un mouvement naturel les acteurs passionnés fond avancer la musique.

## les instruments de musique

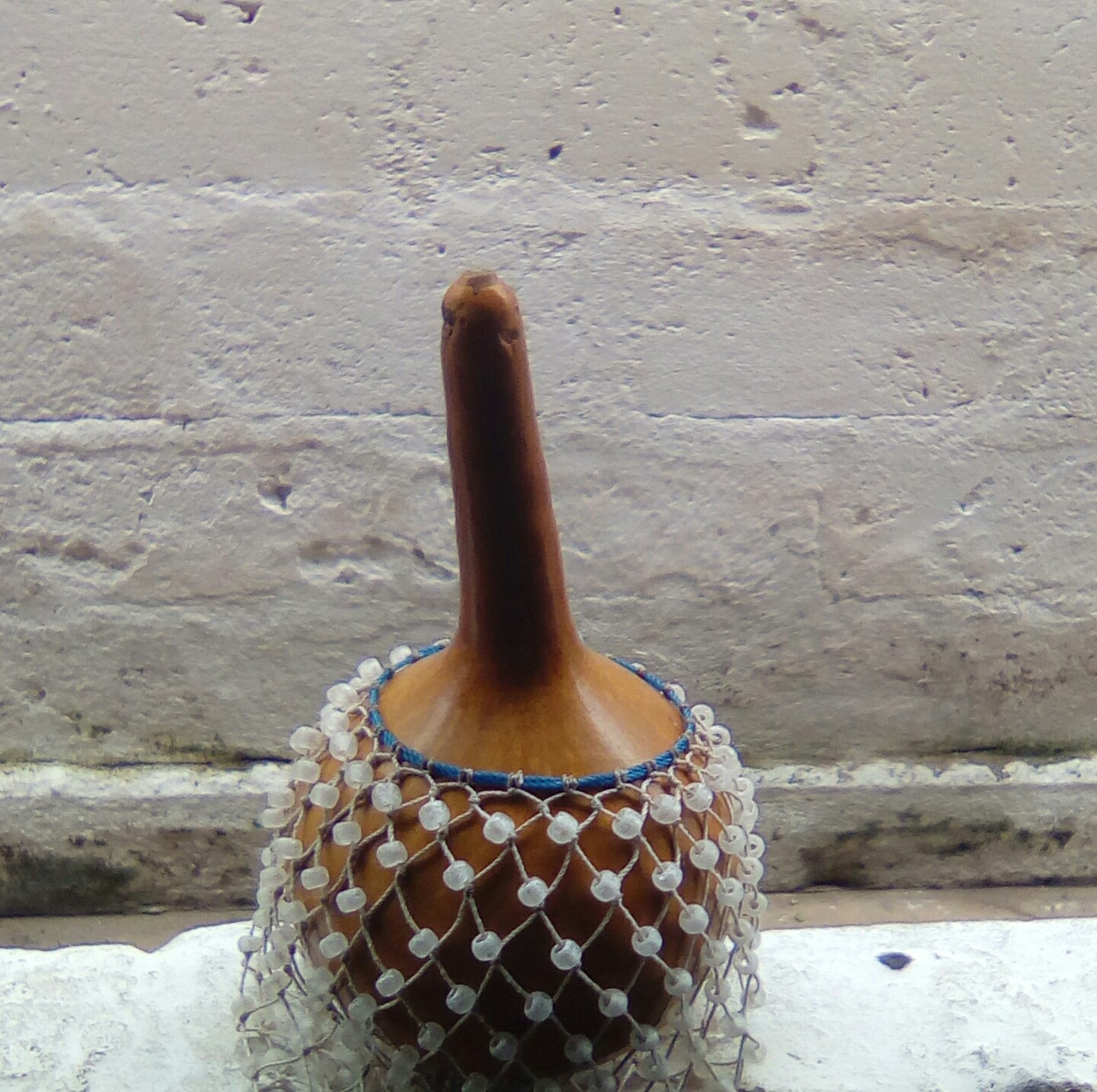
instrument de musique traditionnel du Togo

les Togolais fabriquent des instruments de musique.